# Bubba Wells
Pour les articles homonymes, voir Wells.
Bubba Wells, né le 26 juillet 1974 à Russellville au Kentucky, est un joueur et entraîneur américain de basket-ball. Il évolue au poste d'ailier. 

## Record NBA
Bubba Wells détient le record NBA d'être le joueur avec l’exclusion la plus rapide en raison de fautes personnelles dans un match de saison régulière de la NBA.  Wells a commis 6 fautes en seulement trois minutes.  Lors du match du 29 décembre 1997 contre les Chicago Bulls, l'entraîneur des Mavericks de l'époque, Don Nelson, utilise le hack-a-player pour limiter l'attaque des Bulls.  Wells entre en jeu exclusivement dans le but de faire faute sur Dennis Rodman, un tireur de lancer franc notoirement médiocre, loin du ballon.  
Le plan finalement échoue : Rodman réussi 9 lancers francs sur 12 et Chicago remporte le match 111-105.  Wells est exclu à la fin du troisième quart-temps après avoir enregistré sa sixième faute personnelle en trois minutes de jeu. C’est la première fois que cette tactique est utilisée. Elle prendra le nom plus tard de hack-a-Shaq de par son utilisation sur Shaquille O'Neal.

## Palmarès
- Joueur de l'année de l'Ohio Valley Conference 1997
- First-team All-OVC 1995, 1996, 1997